# Sèvremoine
Sèvremoine is een gemeente in het Franse departement Maine-et-Loire in de regio Pays de la Loire. De gemeente maakt deel uit van het arrondissement Cholet. Sèvremoine telde op 1 januari 2022 25.764 inwoners.

## Geschiedenis
Tot 15 maart 2015 vormden de gemeenten Le Longeron, Montfaucon-Montigné, La Renaudière, La Romagne, Roussay, Saint-André-de-la-Marche, Saint-Crespin-sur-Moine, Saint-Germain-sur-Moine, Saint-Macaire-en-Mauges, Tillières, Torfou het kanton Montfaucon-Montigné. Op 15 december 2015 fuseerden de gemeenten, met uitzondering van La Romagne, tot de huidige gemeente, die werd genoemd naar de rivieren Sèvre en Moine.

## Geografie
De oppervlakte van Sèvremoine bedraagt 213,07 vierkante kilometer; Op 1 januari 2022 was de bevolkingsdichtheid 120,9 inwoners per km². Onderstaande kaart toont de ligging van de gemeente.

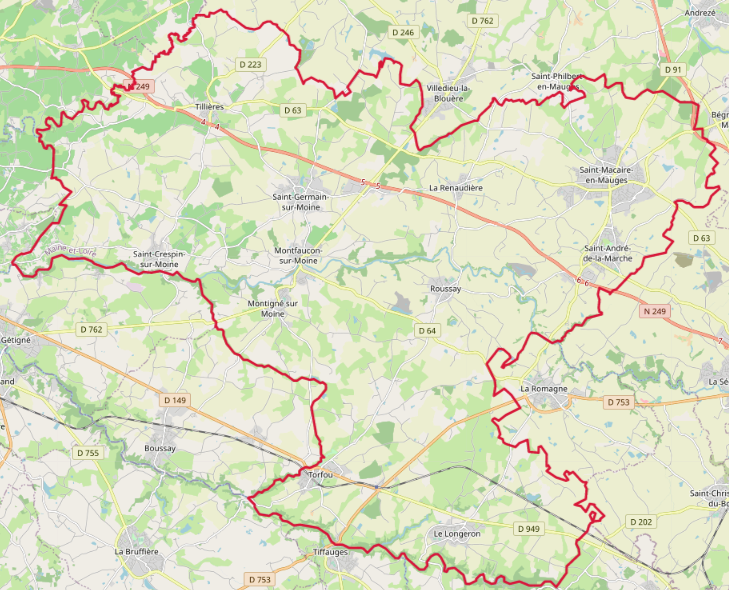

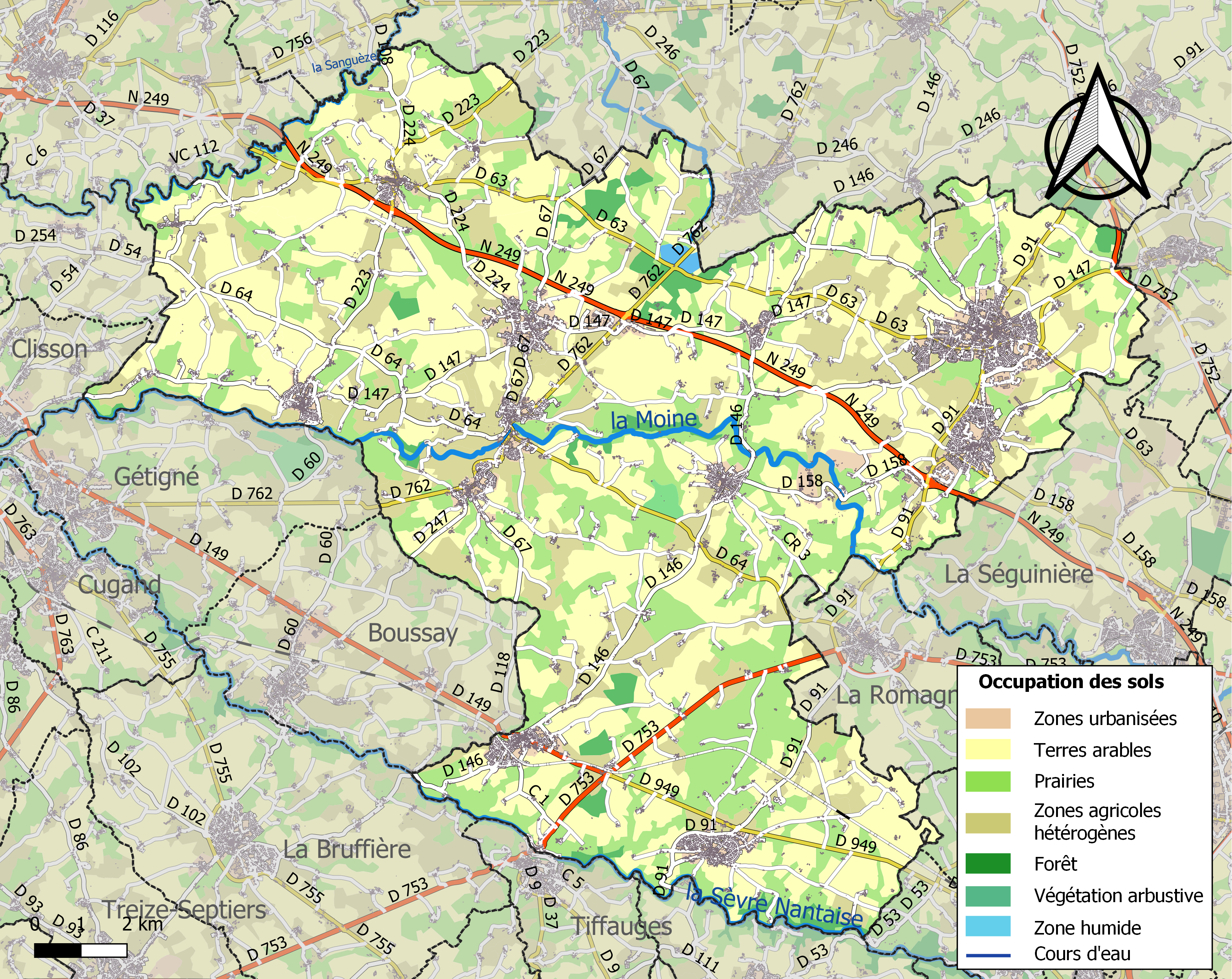
Kaart van de gemeente met de belangrijkste infrastructuur, bodemgebruik en omliggende gemeenten

Le May-sur-Èvre · La Romagne · Saint-Christophe-du-Bois · Saint-Léger-sous-Cholet · La Séguinière · Sèvremoine